# Trichomycterus fuliginosus
Trichomycterus fuliginosus är en fiskart som beskrevs av Barbosa och Costa 2010. Trichomycterus fuliginosus ingår i släktet Trichomycterus och familjen Trichomycteridae. Inga underarter finns listade i Catalogue of Life.